# شهریار، شرور
شهریار، شرور (به ترکی آذربایجانی: Şəhriyar) یک منطقهٔ مسکونی در جمهوری آذربایجان است که در شهرستان شرور واقع شده است. شهریار ۲٬۳۴۸ نفر جمعیت دارد.